# Hirth HM 506
Hirth HM 506 är en tysk flygmotor tillverkad av Hirth Motoren GmbH i Stuttgart.
HM 506 är en bensindriven inverterad luftkyld sexcylindrig radmotor för drift av flygplan. Motorn lanserades på marknaden i mitten på 1930-talet. Motorn var en utveckling av HM 504 där motorblocket förlängts och försetts med två extra cylindrar. Som övriga Hirthmotorer var den tillverkad i aluminium-magnesium legering. Som mest kunde den ge 160 hk. Den kom senare att utvecklas vidare till HM 508.

## Flygplan utrustade med HM 506
- Bücker Bü 133A
- Fieseler Fi 157